# Rawayanaland
Rawayanaland es el segundo álbum de estudio de la banda venezolana de reggae Rawayana lanzado en 2013.

## Historia
En mayo del 2013, la banda edita su segundo LP, ''Rawayanaland,'' bajo la producción de José Luis Pardo (aka Dj Afro) y Rafael Greco. El disco, grabado entre la ciudad de Nueva York y Caracas, muestra una faceta más madura y depurada de la agrupación caraqueña, con composiciones un poco más ambiciosas y ejecuciones más pulidas. ''Vocabulario Básico, Ay Ay Ay, Hoy'' y ''Sin dormir,'' encabezan la lista de temas que conforman una diversa compilación de géneros en los que la banda se atrevió a explorar, consagrándose así, a falta de un término que etiquetara de manera apropiada a la música de Rawayana, el Trippy-Pop. El álbum presenta colaboraciones especiales con Natalia Lafourcade, Dj Afro (Ex-Amigos Invisibles), Mcklopedia y Psycho (4.º Poder). El crecimiento de la banda y de su popularidad empieza a evidenciarse, despertando el interés de distintos mercados en Latinoamérica y Estados Unidos.
Durante el proceso de composición de Rawayanaland entre 2012 y 2013, la banda firma un acuerdo exclusivo con el sello disquera Brocoli Records, establecido en la ciudad de Miami, EE. UU
Además de la aceptación que había tenido el trabajo de la banda, para entonces sus presentaciones en vivo se convertían en uno de sus atributos más importantes, juntando un ensamble de 8 músicos que les permite reproducir los arreglos de los discos de estudio.

## Lista de canciones
1. Si Lo Uso
2. Vocabulario Básico
3. Mínimo
4. Ay Ay Ay
5. No Significa
6. Hoy
7. A Tu Nombre
8. Mamita
9. Todavía No Lo Veo
10. La Zona
11. La Pistola
12. Sin Dormir
13. No Quiero Guevona